# Міллстон (переписна місцевість, Вісконсин)
Міллстон (англ. Millston) — переписна місцевість (CDP) в США, в окрузі Джексон штату Вісконсин. Населення — 113 особи (2020).

## Географія
Міллстон розташований за координатами 44°11′21″ пн. ш. 90°38′44″ зх. д. / 44.18917° пн. ш. 90.64556° зх. д. (44.189264, -90.645691).  За даними Бюро перепису населення США в 2010 році переписна місцевість мала площу 2,85 км², з яких 2,70 км² — суходіл та 0,16 км² — водойми.

## Демографія
Згідно з переписом 2010 року, у переписній місцевості мешкало 125 осіб у 53 домогосподарствах у складі 34 родин. Густота населення становила 44 особи/км².  Було 82 помешкання (29/км²).
Расовий склад населення:
| - 96,0 % — білих - 3,2 % — корінних американців |

До двох чи більше рас належало 0,0 %. Частка іспаномовних становила 2,4 % від усіх жителів.
За віковим діапазоном населення розподілялося таким чином: 17,6 % — особи молодші 18 років, 65,6 % — особи у віці 18—64 років, 16,8 % — особи у віці 65 років та старші. Медіана віку мешканця становила 46,3 року. На 100 осіб жіночої статі у переписній місцевості припадало 98,4 чоловіків;  на 100 жінок у віці від 18 років та старших — 102,0 чоловіків також старших 18 років.
Середній дохід на одне домашнє господарство  становив 50 098 доларів США (медіана — 50 536), а середній дохід на одну сім'ю — 59 517 доларів (медіана — 51 250). За межею бідності перебувало 14,7 % осіб, у тому числі 31,6 % дітей у віці до 18 років та 3,7 % осіб у віці 65 років та старших.
Цивільне працевлаштоване населення становило 64 особи. Основні галузі зайнятості: роздрібна торгівля — 25,0 %, виробництво — 12,5 %, сільське господарство, лісництво, риболовля — 10,9 %, транспорт — 9,4 %.